# Đurići (Chorwacja)
Đurići – wieś w Chorwacji, w żupanii vukowarsko-srijemskiej, w gminie Drenovci. Leży na granicy z Bośnią i Hercegowiną. W 2011 roku liczyła 286 mieszkańców.